# Олаві Вірта
Олаві Вірта (фін. Oskari Olavi Virta 27 лютого 1915, Сюсмя, Велике князівство Фінляндське — 14 липня 1972, Тампере, Фінляндія) — фінський співак, композитор і кіноактор, один з найвідоміших виконавців танго у Фінляндії.

## Музична освіта
Народився 27 лютого 1915 в музичній сім'ї.
Його батько грав на скрипці, а мати — на мандоліні.
Олаві почав брати уроки гри на фортепіано у віці восьми років. Пізніше опанував також скрипку і став скрипалем камерного оркестру Сьорняйнена.
У 1930-ті також грав у Dallapé-оркестрі.
Під час служби в армії співав у чоловічому хорі «Karjalan Laulu» («Пісня Карелії»).
У 1945 — 1946 брав уроки співу в оперного співака Торільда Брьодермана.

## Творча спадщина
За весь період своєї творчості (1939 — 1966) Олаві Вірта записав близько 600 пісень, в тому числі 136 пісень в стилі танго.
Багато з них вважаються кращими зразками фінського танго (наприклад Punatukkaiselle tytölleni, Ennen kuolemaa, Täysikuu, Satumaa та ін.).
Крім танго, Олаві Вірта виконував композиції в популярному у Фінляндії жанрі шлягера («іскелмя»), серед яких Mustasukkaisuutta, Sinun silmiesi tähden, Sokeripala, Kultainen nuoruus, Armi; значну частину його репертуару складали пісні Рейно Гелісмаа і Тойво Кяркі.
Олаві виконував світову естраду в перекладах фінською мовою (Poika varjoisalta kujalta, Hopeinen kuu, Eva, Ajomies та інші); в репертуарі Олаві Вірта були пісні не тільки фінською, але також англійською та іспанською мовами, що відрізняло його від більшості сучасників. У 1950 — 1953 роках Вірта був другим тенором в чоловічому вокальному ансамблі "Kipparikvartetti" (іншими учасниками ансамблю були Кауко Кяюгкьо, Тейо Йоутсела і Ауво Нуотіо). Крім того, Олаві Вірта знявся в 14 кінофільмах (часто в одних фільмах з ним грали такі актори, як Тапіо Раутаваара, Еса Пакарінен, Маса Ніемі, Сійрі Ангеркоскі та Аннелі Саулі) і брав участь в роботі рев'ю-театру «Punainen mylly» («Червоний млин») в Гельсінкі.
6 червня 1966 Олаві записав дві останні свої пісні, Nyt soita balalaikka і Sateinen ilta. Незабаром після цього співак переніс інсульт, в результаті чого змушений був піти зі сцени. Через шість років він помер від алкоголізму. Останні його роки життя пройшли в повній убогості.

## Фільмографія
- «Багата дівчина» (1939)
- «Молоді люди» (1943)
- «Наречена Калле Аалтонена» (1948)
- «Hallin Janne» (1950)
- « Прекрасна Веєра» (1950)
- «Vihaan sinua — rakas» (1952)
- «Шкіперського квартет» (1952)
- « Пекка Пуупяя на літніх канікулах » (1953)
- «Я граю тобі ввечері » (1954)
- «Пекка і П'яткя слідами снігової людини» (1954)
- «Два старих дроворуба» (1954)
- «Pekka ja Pätkä puistotäteinä» (1955)
- «Великий парад мелодій» (1959)
- «Iskelmäkaruselli pyörii» (1960)

### Екранізації
- «Iskelmäparaati» (1939)
- «Olavi Virta» (1972)
- «Olavi Virta» (1987)

У художньому фільмі Тімо Койвусало «Лебідь і мандрівник» (1999) роль Олаві Вірта зіграв Раймо Грьонберг.

## Сценічні псевдоніми
- Ovan Erwin
- Paul Ilmen
- Oskari Joki
- Matti Lehto
- Oskari
- Salvador Rio
- Pauli Ström
- Kaarto Vasa
- Kaarto Virtanen